# Л'Астань
л'Аста́нь (кат. L'Estany) - муніципалітет, розташований в Автономній області Каталонія, в Іспанії. Код муніципалітету за номенклатурою Інституту статистики Каталонії - 80790. Знаходиться у районі (кумарці) Бажас (коди району - 07 та BG) провінції Барселона, згідно з новою адміністративною реформою перебуватиме у складі Баґарії (округи) Центральна Каталонія. 

## Населення
Населення міста (у 2007 р.) становить 379 осіб (з них менше 14 років - 9,2%, від 15 до 64 - 62,8%, понад 65 років - 28%). У 2006 р. народжуваність склала 3 особи, смертність - 2 особи, зареєстровано 4 шлюби. У 2001 р. активне населення становило 181 особа, з них безробітних - 7 осіб.

Серед осіб, які проживали на території міста у 2001 р., 374 народилися в Каталонії (з них 243 особи у тому самому районі, або кумарці), 29 осіб приїхало з інших областей Іспанії, а 0 осіб приїхало з-за кордону. 

Університетську освіту має 11,4% усього населення. 

У 2001 р. нараховувалося 148 домогосподарств (з них 28,4% складалися з однієї особи, 25% з двох осіб,22,3% з 3 осіб, 16,2% з 4 осіб, 4,1% з 5 осіб, 1,4% з 6 осіб, 2,7% з 7 осіб, 0% з 8 осіб і 0% з 9 і більше осіб).

Активне населення міста у 2001 р. працювало у таких сферах діяльності : у сільському господарстві - 5,7%, у промисловості - 37,9%, на будівництві - 9,2% і у сфері обслуговування - 47,1%. 

 У муніципалітеті або у власному районі (кумарці) працює 143 особи, поза районом - 87 осіб.

### Безробіття
У 2007 р. нараховувалося 11 безробітних (у 2006 р. - 13 безробітних), з них чоловіки становили 18,2%, а жінки - 81,8%.

## Економіка

### Підприємства міста

#### Промислові підприємства
| \| Промислові підприємства міста, за сферою діяльності \| Промислові підприємства міста, за сферою діяльності \| Промислові підприємства міста, за сферою діяльності \| \| Рік \| 2002 р. \| 2001 р. \| \| --------------------------------------------------- \| --------------------------------------------------- \| --------------------------------------------------- \| \| Енергетичні та водні ресурси \| 7,1% \| 5,9% \| \| Хімія та метали \| 0% \| 0% \| \| Переробка металів \| 28,6% \| 29,4% \| \| Продукти харчування \| 0% \| 0% \| \| Текстиль \| 57,1% \| 58,8% \| \| Виробництво меблів, видання \| 7,1% \| 5,9% \| \| Інше \| 0% \| 0% \| \| Усього підприємств \| 14 \| 17 \| |         |         |
| Промислові підприємства міста, за сферою діяльності |         |         |
| Рік | 2002 р. | 2001 р. |
| Енергетичні та водні ресурси | 7,1%    | 5,9%    |
| Хімія та метали | 0%      | 0%      |
| Переробка металів | 28,6%   | 29,4%   |
| Продукти харчування | 0%      | 0%      |
| Текстиль | 57,1%   | 58,8%   |
| Виробництво меблів, видання | 7,1%    | 5,9%    |
| Інше | 0%      | 0%      |
| Усього підприємств | 14      | 17      |

#### Роздрібна торгівля
| \| Підприємства роздрібної торгівлі міста, за сферою діяльності \| Підприємства роздрібної торгівлі міста, за сферою діяльності \| Підприємства роздрібної торгівлі міста, за сферою діяльності \| \| Рік \| 2002 р. \| 2001 р. \| \| ------------------------------------------------------------ \| ------------------------------------------------------------ \| ------------------------------------------------------------ \| \| Продукти харчування \| 50% \| 50% \| \| Одяг та взуття \| 0% \| 0% \| \| Товари для дому \| 0% \| 0% \| \| Книги та періодичні видання \| 0% \| 0% \| \| Промислова хімічна продукція \| 25% \| 25% \| \| Продукція, пов'язана з транспортними засобами \| 25% \| 25% \| \| Інше \| 0% \| 0% \| \| Усього підприємств \| 4 \| 4 \| |         |         |
| Підприємства роздрібної торгівлі міста, за сферою діяльності |         |         |
| Рік | 2002 р. | 2001 р. |
| Продукти харчування | 50%     | 50%     |
| Одяг та взуття | 0%      | 0%      |
| Товари для дому | 0%      | 0%      |
| Книги та періодичні видання | 0%      | 0%      |
| Промислова хімічна продукція | 25%     | 25%     |
| Продукція, пов'язана з транспортними засобами | 25%     | 25%     |
| Інше | 0%      | 0%      |
| Усього підприємств | 4       | 4       |

#### Сфера послуг
| \| Підприємства міста, що працюють у сфері послуг, за діяльністю \| Підприємства міста, що працюють у сфері послуг, за діяльністю \| Підприємства міста, що працюють у сфері послуг, за діяльністю \| \| Рік \| 2002 р. \| 2001 р. \| \| ------------------------------------------------------------- \| ------------------------------------------------------------- \| ------------------------------------------------------------- \| \| Гуртова торгівля \| 13,3% \| 14,3% \| \| Готелі та готельний бізнес \| 26,7% \| 28,6% \| \| Транспорт та зв'язок \| 6,7% \| 7,1% \| \| Посередницькі фінансові послуги \| 0% \| 0% \| \| Послуги підприємствам \| 20% \| 21,4% \| \| Послуги фізичним особам \| 26,7% \| 28,6% \| \| Нерухомість та ін. \| 6,7% \| 0% \| \| Усього підприємств \| 15 \| 14 \| |         |         |
| Підприємства міста, що працюють у сфері послуг, за діяльністю |         |         |
| Рік | 2002 р. | 2001 р. |
| Гуртова торгівля | 13,3%   | 14,3%   |
| Готелі та готельний бізнес | 26,7%   | 28,6%   |
| Транспорт та зв'язок | 6,7%    | 7,1%    |
| Посередницькі фінансові послуги | 0%      | 0%      |
| Послуги підприємствам | 20%     | 21,4%   |
| Послуги фізичним особам | 26,7%   | 28,6%   |
| Нерухомість та ін. | 6,7%    | 0%      |
| Усього підприємств | 15      | 14      |

## Житловий фонд
У 2001 р. 8,1% усіх родин (домогосподарств) мали житло метражем до 59 м2, 33,1% - від 60 до 89 м2, 33,8% - від 90 до 119 м2 і
25% - понад 120 м2.

З усіх будівель у 2001 р. 12,8% було одноповерховими, 38,4% - двоповерховими, 47,5
% - триповерховими, 1,2% - чотириповерховими, 0% - п'ятиповерховими, 0% - шестиповерховими,
0% - семиповерховими, 0% - з вісьмома та більше поверхами.

## Автопарк
| \| Автомобілі, зареєстровані у місті, за призначенням \| Автомобілі, зареєстровані у місті, за призначенням \| Автомобілі, зареєстровані у місті, за призначенням \| \| Рік \| 2006 р. \| 2005 р. \| \| -------------------------------------------------- \| -------------------------------------------------- \| -------------------------------------------------- \| \| Приватні автомобілі \| 60,9% \| 63,3% \| \| Мотоцикли \| 10,7% \| 8,7% \| \| Вантажівки \| 24,6% \| 24,8% \| \| Трактори \| 0% \| 0% \| \| Автобуси та ін. \| 3,8% \| 3,2% \| \| Усього автомобілів \| 317 шт. \| 311 шт. \| |         |         |
| Автомобілі, зареєстровані у місті, за призначенням |         |         |
| Рік | 2006 р. | 2005 р. |
| Приватні автомобілі | 60,9%   | 63,3%   |
| Мотоцикли | 10,7%   | 8,7%    |
| Вантажівки | 24,6%   | 24,8%   |
| Трактори | 0%      | 0%      |
| Автобуси та ін. | 3,8%    | 3,2%    |
| Усього автомобілів | 317 шт. | 311 шт. |

## Вживання каталанської мови
У 2001 р. каталанську мову у місті розуміли 99,7% усього населення (у 1996 р. - 99,7%), вміли говорити нею 96,6% (у 1996 р. - 
99,2%), вміли читати 94,7% (у 1996 р. - 94,5%), вміли писати 68,9
% (у 1996 р. - 64,7%). Не розуміли каталанської мови 0,3%.

## Політичні уподобання
У виборах до Парламенту Каталонії у 2006 р. взяло участь 241 особа (у 2003 р. - 276 осіб). Голоси за політичні сили розподілилися таким чином:
| \| Вибори до Парламенту Каталонії \| Вибори до Парламенту Каталонії \| Вибори до Парламенту Каталонії \| \| Рік \| 2006 р. \| 2003 р. \| \| -------------------------------------- \| ------------------------------ \| ------------------------------ \| \| Конвергенція та Єднання (CiU) \| 56,4% \| 52,2% \| \| Соціалістична партія Каталонії (PSC) \| 5,8% \| 7,6% \| \| Народна партія (PP) \| 1,2% \| 1,4% \| \| Ініціатива за зелену Каталонію (IC) \| 5,4% \| 2,9% \| \| Республіканська лівиця Каталонії (ERC) \| 29,5% \| 35,1% \| \| Громадянська партія (C's) \| 0% \| 0% \| \| Інші \| 1,7% \| 0,7% \| |         |         |
| Вибори до Парламенту Каталонії |         |         |
| Рік | 2006 р. | 2003 р. |
| Конвергенція та Єднання (CiU) | 56,4%   | 52,2%   |
| Соціалістична партія Каталонії (PSC) | 5,8%    | 7,6%    |
| Народна партія (PP) | 1,2%    | 1,4%    |
| Ініціатива за зелену Каталонію (IC) | 5,4%    | 2,9%    |
| Республіканська лівиця Каталонії (ERC) | 29,5%   | 35,1%   |
| Громадянська партія (C's) | 0%      | 0%      |
| Інші | 1,7%    | 0,7%    |

У муніципальних виборах у 2007 р. взяло участь 286 осіб (у 2003 р. - 213 осіб). Голоси за політичні сили розподілилися таким чином:
| \| Муніципальні вибори \| Муніципальні вибори \| Муніципальні вибори \| \| Рік \| 2007 р. \| 2003 р. \| \| -------------------------------------- \| ------------------- \| ------------------- \| \| Конвергенція та Єднання (CiU) \| 44,8% \| 0% \| \| Соціалістична партія Каталонії (PSC) \| 0% \| 0% \| \| Народна партія (PP) \| 0% \| 0% \| \| Ініціатива за зелену Каталонію (IC) \| 0% \| 0% \| \| Республіканська лівиця Каталонії (ERC) \| 55,2% \| 100% \| \| Громадянська партія (C's) \| 0% \| 0% \| \| Інші \| 0% \| 0% \| |         |         |
| Муніципальні вибори |         |         |
| Рік | 2007 р. | 2003 р. |
| Конвергенція та Єднання (CiU) | 44,8%   | 0%      |
| Соціалістична партія Каталонії (PSC) | 0%      | 0%      |
| Народна партія (PP) | 0%      | 0%      |
| Ініціатива за зелену Каталонію (IC) | 0%      | 0%      |
| Республіканська лівиця Каталонії (ERC) | 55,2%   | 100%    |
| Громадянська партія (C's) | 0%      | 0%      |
| Інші | 0%      | 0%      |